# Gornji Murići
Gornji Murići este un sat din comuna Bar, Muntenegru. Conform datelor de la recensământul din 2003, localitatea are 25 de locuitori (la recensământul din 1991 erau 124 de locuitori).

## Demografie
În satul Gornji Murići locuiesc 21 de persoane adulte, iar vârsta medie a populației este de 45,3 de ani (46,4 la bărbați și 44,1 la femei). În localitate sunt 8 gospodării, iar numărul mediu de membri în gospodărie este de 3,13.
|  |

| Demografie | Demografie | Demografie |
| An         | Locuitori  | Locuitori  |
| ---------- | ---------- | ---------- |
|            |            |            |
|            |            |            |
|            |            |            |
|            |            |            |
| 1948       | 101        |            |
| 1953       | 95         |            |
| 1961       | 155        |            |
| 1971       | 114        |            |
| 1981       | 96         |            |
| 1991       | 124        | 71         |
| 2003       | 108        | 25         |

| \| Componența etnică conform recensământului din 2003[2] \| Componența etnică conform recensământului din 2003[2] \| Componența etnică conform recensământului din 2003[2] \| Componența etnică conform recensământului din 2003[2] \| Componența etnică conform recensământului din 2003[2] \| \| ----------------------------------------------------- \| ----------------------------------------------------- \| ----------------------------------------------------- \| ----------------------------------------------------- \| ----------------------------------------------------- \| \| \| \| \| \| \| \| Albanezi \| Albanezi \| \| 25 \| 100% \| \| necunoscută \| necunoscută \| \| 0 \| 0% \| |             |  |    |      |
| Componența etnică conform recensământului din 2003 |             |  |    |      |
| |             |  |    |      |
| Albanezi | Albanezi    |  | 25 | 100% |
| necunoscută | necunoscută |  | 0  | 0%   |